# دولت‌آباد (ری)
دولت‌آباد (با نام قبلی دولت‌آباد شعاع‌السلطنه یا محله عراقی ها) شهرکی در شمال شهر ری است. این شهرک از شمال به بزرگراه آزادگان، از جنوب به بزرگراه آوینی، از شرق به بزرگراه امام علی و از غرب به خیابان فدائیان اسلام محدود می‌شود. این موقعیت باعث شده تا دسترسی مناسبی به سایر نقاط تهران داشته باشد. همچنین، ایستگاه متروی شهدای دولت‌آباد در خط ۶ متروی تهران قرار دارد و در نزدیکی بوستان قدس واقع شده است، که دسترسی ساکنان به حمل‌ونقل عمومی را تسهیل می‌کند. دولت‌آباد در دهه ۱۳۵۰ شمسی به‌عنوان یکی از اولین شهرک‌های تهران ساخته شد. در آن زمان، بسیاری از ایرانیان تباری که از عراق به دلیل سیاست‌های رژیم بعث اخراج شده بودند، در این محله ساکن شدند.
شهرک دولت‌آباد تهران دارای سه فلکه و یک میدان بزرگ به نام میدان دولت‌آباد (بروجردی) می‌باشد.